# Harpinia similis
Harpinia similis är en kräftdjursart. Harpinia similis ingår i släktet Harpinia och familjen Phoxocephalidae. Inga underarter finns listade i Catalogue of Life.